# Park Narodowy Antisana
Park Narodowy Antisana (hiszp. Parque nacional Antisana) – park narodowy w Ekwadorze położony w prowincjach Pichincha i Napo. Został utworzony 21 lipca 2021 roku na bazie istniejącego od 1993 roku rezerwatu przyrody o tej samej nazwie. Zajmuje obszar 1205,81 km². W 2008 roku jego teren został zakwalifikowany przez BirdLife International jako ostoja ptaków IBA. Na wschód od niego znajduje się Park Narodowy Sumaco Napo-Galeras, na północ Park Narodowy Cayambe-Coca, na południe Park Narodowy Llanganates, a na zachód Park Narodowy Cotopaxi.

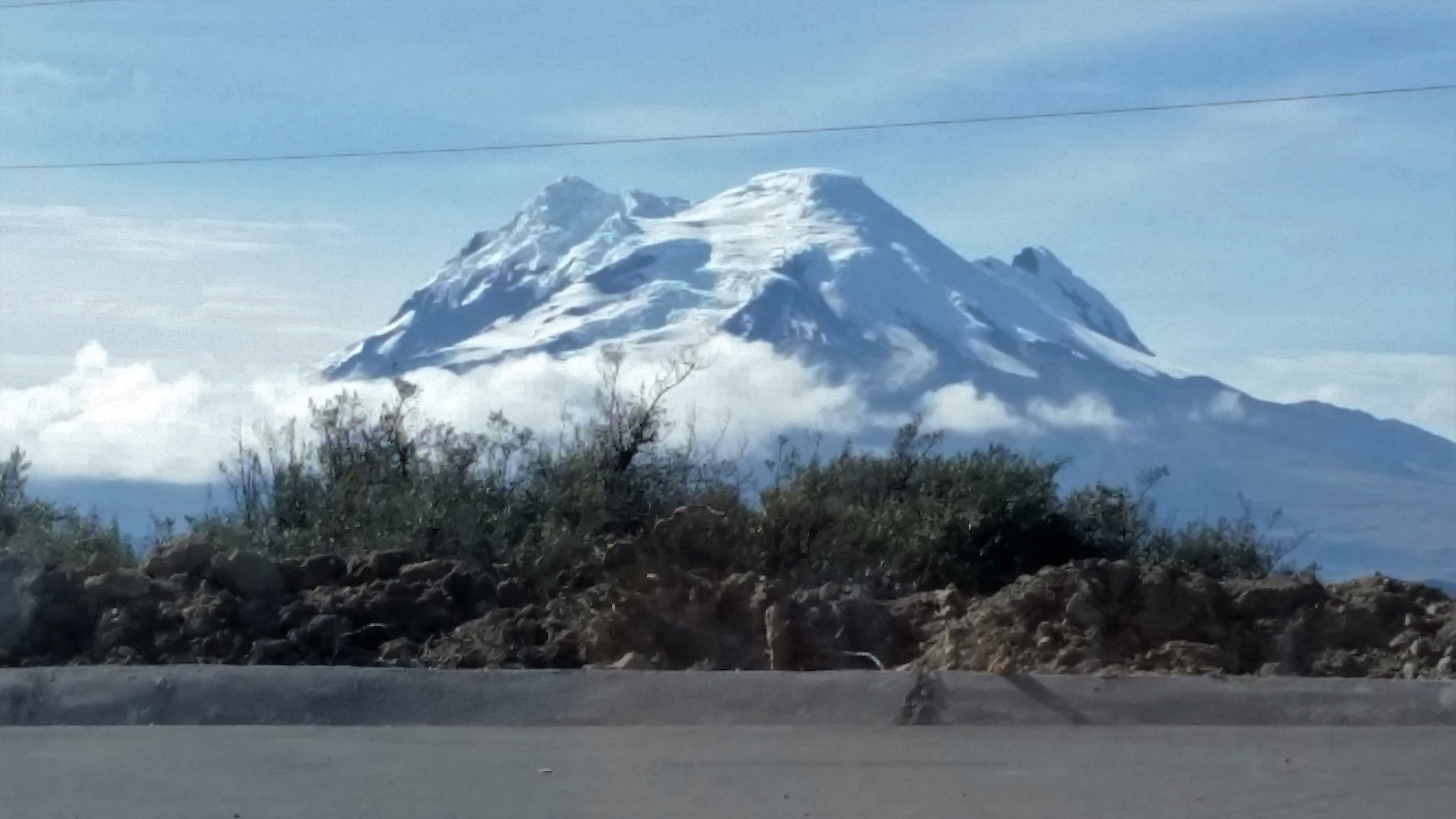
Wulkan Antisana

## Opis
Park znajduje się na wschodnich zboczach Andów i obejmuje część pasma górskiego Cordillera Real z wulkanem Antisana (5758 m n.p.m.). Niżej położoną część parku pokrywa wilgotny las równikowy, tropikalny wilgotny las górski i tropikalny las suchy. Wyżej występuje las mglisty i paramo. Wulkan Antisana pokryty jest lodowcami i wiecznym śniegiem. Większą część parku pokrywa paramo.

## Flora
W parku rośnie m.in.: krytycznie zagrożona wyginięciem (CR) Baccharis aretioides, zagrożona wyginięciem (EN) Centropogon medusa, narażone na wyginięcie (VU) Ceroxylon echinulatum, Aphanactis antisanensis, Lachemilla jamesonii, Elaphoglossum antisanae, Nototriche ecuadoriensis, Inga extra-nodis, Guzmania andreettae i Drymonia crenatiloba.

## Fauna
W parku stwierdzono 418 gatunków ptaków, 73 gatunki ssaków, 42 gatunki płazów oraz 19 gatunków gadów.
Ssaki to zagrożony wyginięciem (EN) tapir górski, narażone na wyginięcie (VU) andoniedźwiedź okularowy, czepiak czarci i ocelot tygrysi, a także m.in.: puma płowa, pudu północny, pakożer leśny, ocelot pampasowy, nibylis andyjski, mulak białoogonowy, łasica długoogonowa.
Ptaki to narażony na wyginięcie (VU) kondor wielki, a także m.in.: ibis maskowy, perkoz złotoczuby, barwniczka plamkoskrzydła, grdacz soplowaty, prostodziobek wielki, mewa andyjska, drzewiarz duży.
Z gadów i płazów w parku występuje zagrożona wyginięciem (EN) Osornophryne antisana.